# ドローンミュージアム&パークみの
ドローンミュージアム&パークみのは、岐阜県美濃市にある「ドローン」をテーマにした博物館である。

## 概要
- ドローンの制作、販売、修理。パイロット養成、スクールの運営などを行う株式会社ROBOZの企業博物館である。同社の美濃支社内にあり、2021年（令和3年）11月13日開館[1][2]。
- 建物は旧美濃市勤労青少年ホームを転用している[3]。また、利用を休止した美濃市民プールをドローンの屋外練習場と水上練習場としている。
- 1階が博物館となっており、日本最初とされているドローン（キーエンス ジャイロソーサー）や最小クラスのドローン、産業用の大型ドローンなど、約100種類を展示する。2階は屋内練習場となっている。

## 利用案内
- 住所：岐阜県美濃市曽代117-14
- 開館時間：10:00～16:00
- 休館日：火曜、水曜、木曜（祝日は開館）
- 入館料：無料　※屋内練習場、屋外練習場、水上練習場の使用は有料（事前予約）

## 交通アクセス
- 長良川鉄道梅山駅下車、徒歩約15分

## 周辺施設
- 美濃市運動公園
- 岐阜県立森林文化アカデミー
- 岐阜県立武義高等学校
- 美濃市立美濃小学校
- 梅山駅